# المعهد العالي للتجارة بباريس
المعهد العالي للتجارة بباريس (ISC Paris) هو مدرسة كبرى للتجارة والإدارة تأسست عام 1963، ويقع في باريس وأورليان. وهو مؤسسة تعليم عالٍ تقنية خاصة معترف بها من الدولة الفرنسية، وعضو في مؤتمر المدارس الكبرى. يتمتع المعهد باعتمادات دولية مرموقة، تشمل AACSB، AMBA، EPAS، وBGA.
يضم ISC Paris 55 أستاذًا دائمًا و200 خبير مهني، ويرتبط بشبكة عالمية تضم 130 جامعة شريكة في 43 دولة، إضافةً إلى شراكات مع أكثر من 1,200 شركة. كما يضم المعهد أكثر من 19,500 خريج حول العالم، وأكثر من 300 طالب أجنبي من 50 جنسية.
يُعرف ISC Paris بثقافته الطلابية الديناميكية، حيث يدير الطلاب أكثر من 100 مشروع طلابي عبر شركات طلابية داخل المعهد، مما يعزز التجربة العملية والتعليمية.